# Graitzas Paleólogo
Constantino Graitzas Paleólogo (em grego: Κωνσταντίνος Γραίτζας Παλαιολόγος; romaniz.: Konstantinos Graitzas Palaiologos) era o comandante da guarnição bizantina no Castelo Salmênico, perto de Patras, durante a invasão do Despotado de Moreia pelas forças do sultão otomano Maomé II, o Conquistador em 1460.

## História
Graitzas era descendente de um ramo obscuro da família Paleólogo, mas, apesar disso, mostrou muito mais valor do que seus parentes distantes, os irmãos e co-déspota Tomás Paleólogo e Demétrio Paleólogo. O primeiro fugiu para Modon, Corfu e, finalmente, para Roma enquanto que o segundo se rendeu imediatamente ao sultão. Graitzas, enquanto isso, defendia sua posição. Ele manteve seu reduto até julho de 1461, muito depois de seus senhores terem se rendido. O próprio Maomé supervisionou o ataque final. A tropa de elite muçulmana, os janízaros, conseguiram subjugar a cidade depois de descobrirem de onde vinha o suprimento de água e o interromperem. Todos dos cidadãos remanescentes (por volta de 6 000) foram vendidos como escravos e aproximadamente 900 crianças foram escolhidas para o "Devşirme" (elas seriam criadas como muçulmanas e serviriam posteriormente em diversas funções na burocracia e no exército otomano). Graitzas e sua guarnição continuaram a lutar na cidadela da cidade. Ele concordou em se render a Maomé em troca de um salvo-conduto para si e suas tropas. Depois que o sultão deixou a região, porém, seus dois subordinados desrespeitaram o acordo. Eles prenderam os primeiros soldados que deixaram a cidadela e reiniciaram o cerco. Em julho de 1461, totalmente isolado e cercado, Graitzas, sem nada a perder, tentou um ataque surpresa com seus soldados remanescentes e conseguiu escapar, buscando refúgio na fortaleza veneziana de Lepanto. Como último general bizantino a ser derrotado, o desempregado general aceitou uma posição nas forças armadas venezianas.